# Cornelis Ploos van Amstel
Cornelis Ploos van Amstel född den 4 januari 1726 i Weesp, död där den 20 december 1798, var en nederländsk kopparstickare.
Ploos van Amstel fick en sorgfällig uppfostran av förmögna föräldrar, som satte honom i stånd att redan som ung skaffa sig konstskatter och ägna sig åt teckningskonsten. Han sysselsatte sig i flera år med efterbildningar av de handteckningar han ägde i sin berömda samling, och han lyckades till sist att illusoriskt återge även färgen. Sina första försök att trycka med flera plattor utförde han inför en kommission av vetenskapsakademin i Haarlem. Han utgav ett stort verk med 46 blad, av vilka titelbladet bär årtalet 1765. Men dessutom finns andra mera sällsynta upplagor, innefattande utom de nämnda en del dyrbara blad. Nagler upptar i det hela 105 blad av hans hand.